# Mesochorus mellumiensis
Mesochorus mellumiensis är en stekelart som beskrevs av Schwenke 1999. Mesochorus mellumiensis ingår i släktet Mesochorus och familjen brokparasitsteklar. Inga underarter finns listade i Catalogue of Life.